# Cher (departement)
Cher (18) is een Frans departement in de regio Centre-Val de Loire.

## Geschiedenis
Het departement was een van de 83 departementen die werden gecreëerd tijdens de Franse Revolutie, op 4 maart 1790 door uitvoering van de wet van 22 december 1789, uitgaande van een deel van de provincie Berry.

## Geografie
Cher is omgeven door de departementen Indre, Loir-et-Cher, Loiret, Nièvre, Allier en Creuse.
Cher bestaat uit de drie arrondissementen:
- Arrondissement Bourges
- Arrondissement Vierzon
- Arrondissement Saint-Amand-Montrond

Cher heeft 19 kantons:
- Kantons van Cher

Cher heeft 290 gemeenten:
- Lijst van gemeenten in het departement Cher

## Demografie
Er is geen naam voor de inwoners van Cher; zij worden Berrichons genoemd, een naam die is afgeleid van de oude provincie Berry.

### Demografische evolutie sinds 1962
| Naam       | Index 1962 | Index 1968 | Index 1975 | Index 1982 | Index 1990 | Index 1999 | Index 2008 | Index 2019 |
| ---------- | ---------- | ---------- | ---------- | ---------- | ---------- | ---------- | ---------- | ---------- |
| Cher       | 100,0      | 103,8      | 107,8      | 109,1      | 109,6      | 107,1      | 106,7      | 102,7      |
| Frankrijk* | 100,0      | 107,1      | 113,3      | 117,0      | 121,9      | 126,0      | 133,8      | 140,1      |

| Naam       | Inw./Km² 1962 | Inw./km² 1968 | Inw./km² 1975 | Inw./km² 1982 | Inw./km² 1990 | Inw./km² 1999 | Inw./km² 2008 | Inw./km² 2019 |
| ---------- | ------------- | ------------- | ------------- | ------------- | ------------- | ------------- | ------------- | ------------- |
| Cher       | 40,6          | 42,1          | 43,7          | 44,3          | 44,4          | 43,5          | 43,3          | 41,8          |
| Frankrijk* | 84,2          | 90,1          | 95,4          | 98,5          | 102,7         | 106,1         | 112,7         | 119,7         |

Frankrijk* = exclusief overzeese gebieden
Bron: Recensement Populaire INSEE - 1962 tot 1999 population sans doubles comptes, nadien Population Municipale
Op 1 januari 2022 had Cher 299.496 inwoners.

### De 10 grootste gemeenten in het departement
| Nr. | Gemeente                | Aantal inwoners (2022) |
| --- | ----------------------- | ---------------------- |
| 1   | Bourges                 | 64.238                 |
| 2   | Vierzon                 | 25.254                 |
| 3   | Saint-Amand-Montrond    | 9.690                  |
| 4   | Saint-Doulchard         | 9.650                  |
| 5   | Saint-Florent-sur-Cher  | 6.416                  |
| 6   | Mehun-sur-Yèvre         | 6.394                  |
| 7   | Aubigny-sur-Nère        | 5.464                  |
| 8   | Saint-Germain-du-Puy    | 4.852                  |
| 9   | Trouy                   | 4.034                  |
| 10  | La Chapelle-Saint-Ursin | 3.687                  |

## Afbeeldingen

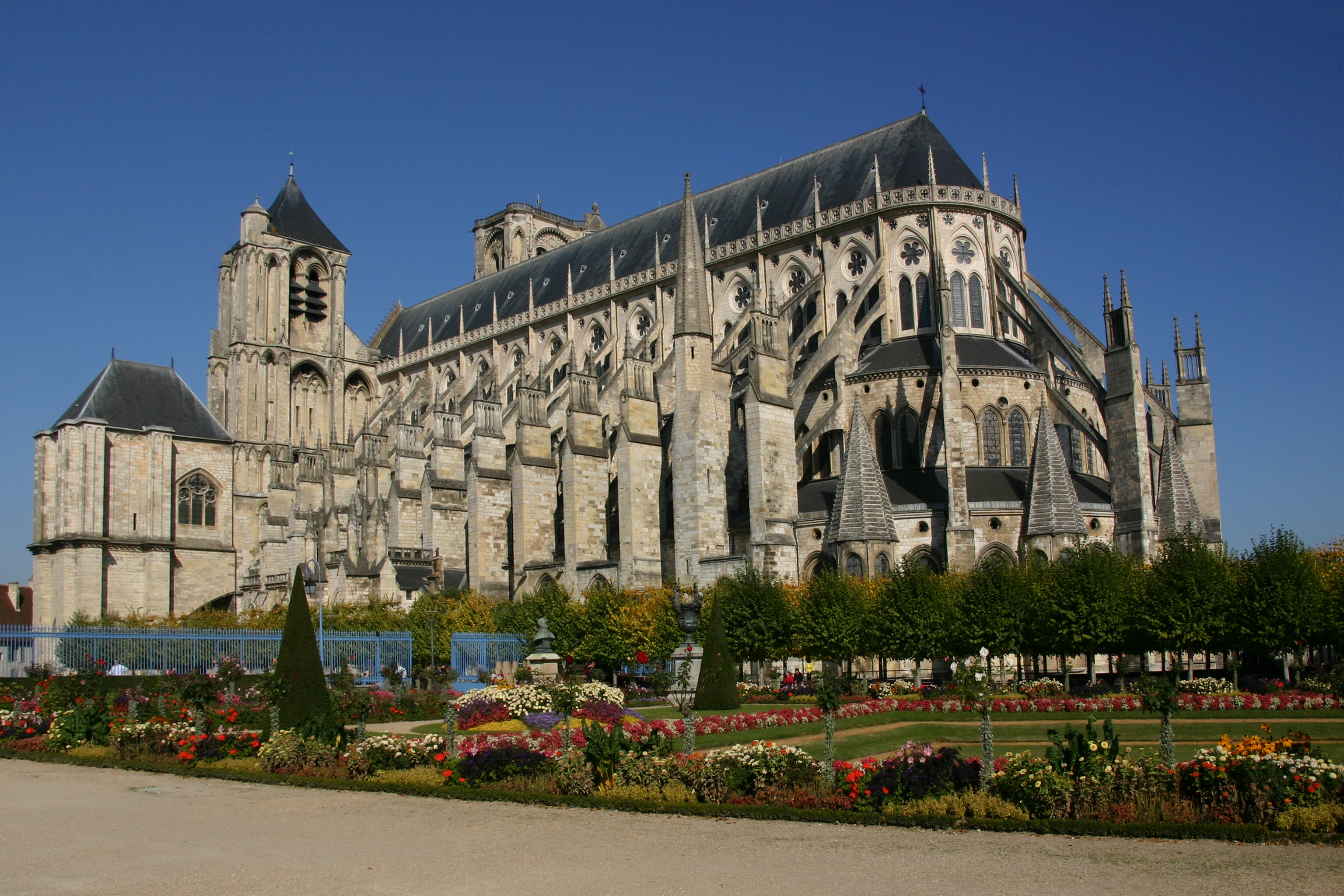
Cathédrale Saint-Étienne, Bourges
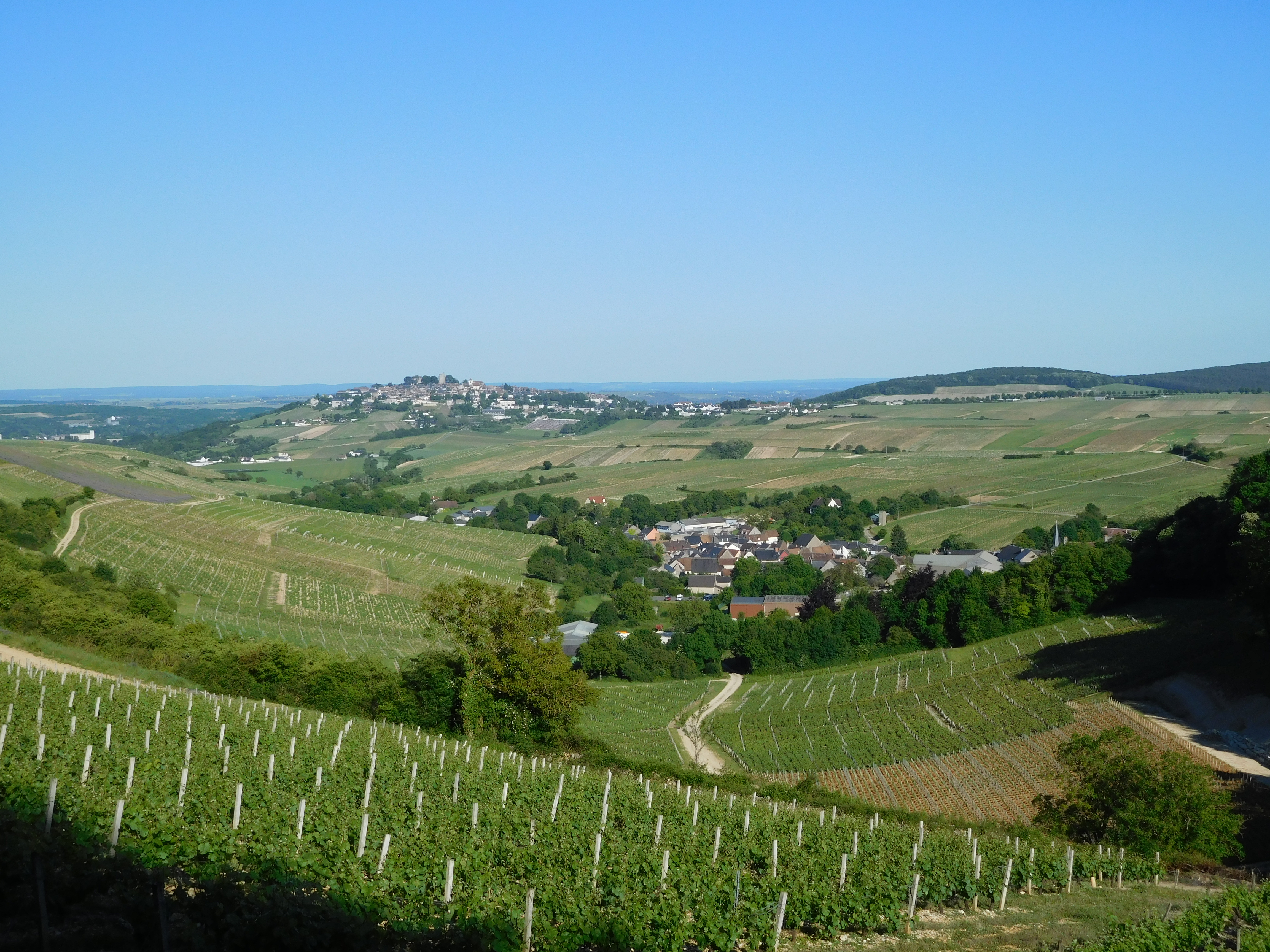
Landschap bij Chavignol (bij Sancerre)
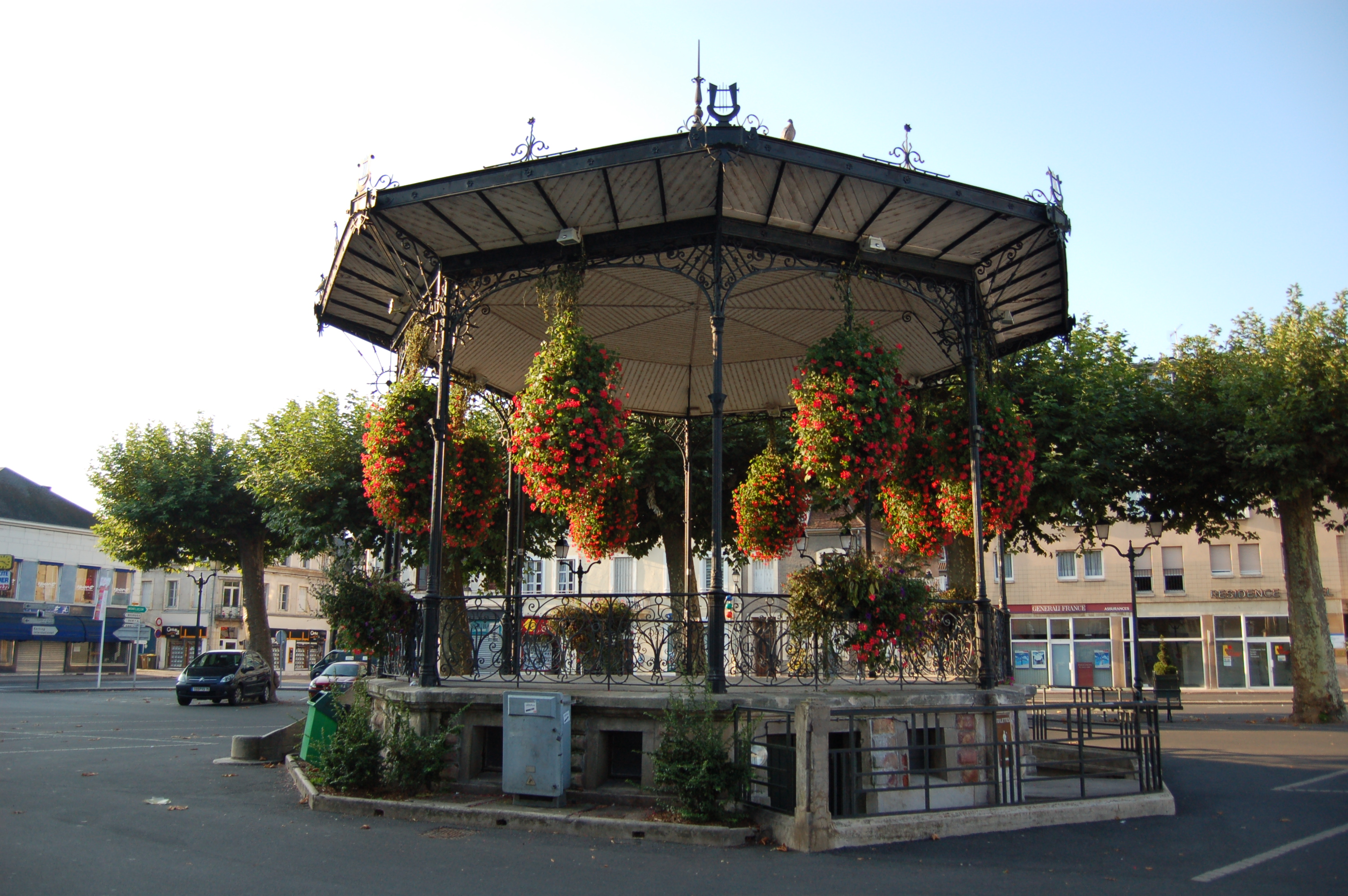
Saint-Amand-Montrond
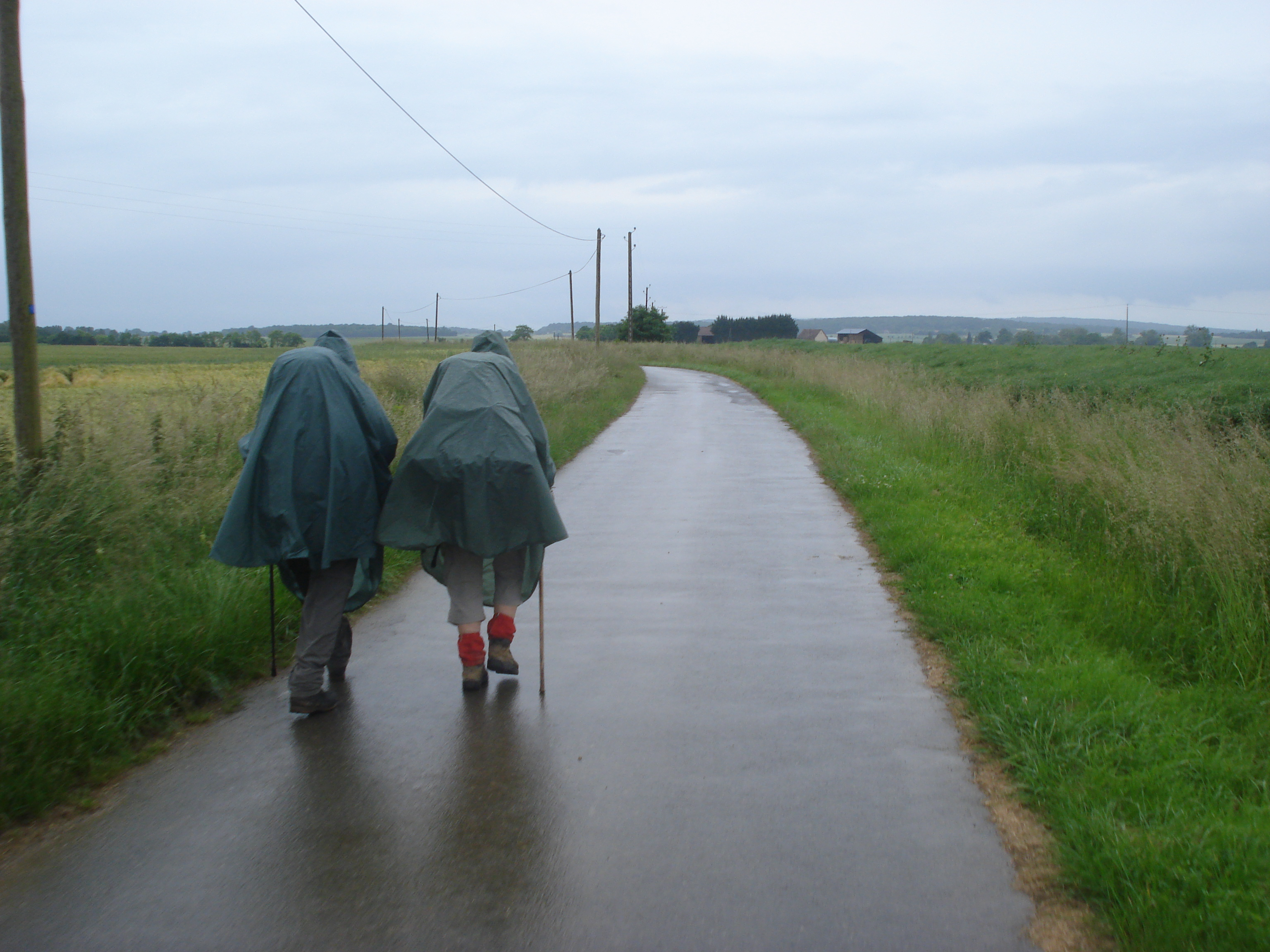
Pelgrims bij Saint-Martin-des-Champs